# Lake Worth (Texas)
Lake Worth es una ciudad ubicada a orillas del Lago Worth en el condado de Tarrant en el estado estadounidense de Texas. En el Censo de 2010 tenía una población de 4.584 habitantes y una densidad poblacional de 716,27 personas por km².

## Geografía
Lake Worth se encuentra ubicada en las coordenadas 32°48′46″N 97°25′50″O / 32.81278, -97.43056, a orillas del Lago Worth, del que toma el nombre. Forma parte de las áreas residenciales suburbanas del Noroeste de la ciudad de Fort Worth, inmediatamente al Norte de White Settlement y al Oeste de Samson Park. Según la Oficina del Censo de los Estados Unidos, Lake Worth tiene una superficie total de 6,4 km², toda ella de tierra firme.

## Demografía
Según el censo de 2010, había 4.584 personas residiendo en Lake Worth. La densidad de población era de 716,27 hab./km². De los 4.584 habitantes, Lake Worth estaba compuesto por el 84.05% blancos, el 1.48% eran afroamericanos, el 1.68% eran amerindios, el 0.74% eran asiáticos, el 0.31% eran isleños del Pacífico, el 9.14% eran de otras razas y el 2.6% pertenecían a dos o más razas. Del total de la población el 26% eran hispanos o latinos de cualquier raza. Los ingresos medios por hogar ascendían a 39.101 dólares anuales y los de una familia a 41.703 dólares, con una renta per cápita de 17.522 dólares. La población por debajo del umbral de pobreza era el 9,4% (7,7% de las familias), inferior a la media de la ciudad de Fort Worth y notablemente inferior a la del estado de Texas y los Estados Unidos en su conjunto.